# Тюркотт, Мариз
Мари́з Тюрко́тт (фр. Maryse Turcotte; род. 23 февраля 1975, Шербрук, Квебек) — канадская тяжелоатлетка, выступавшая в весовой категории до 58 килограммов. Участница Олимпийских игр и чемпионатов мира, чемпионка Игр Содружества.

## Биография
Мариз Тюркотт родилась 23 февраля 1975 года.

## Карьера
Мариз Тюркотт выступала на первом университетском Кубке мира 1998 года в весовой категории до 58 килограммов, где подняла 200 килограммов в сумме (85 кг в рывке и 115 кг в толчке) и заняла второе место. Такой же результат она показала на взрослом чемпионате мира в Лахти, где стала четвёртой.
На университетском Кубке мира 1999 года она вновь стала второй, подняв в сумме 197,5 кг (82,5 + 115). В том же году канадка заняла шестое место на чемпионате мира в Афинах.
На университетском Кубке мира 2000 года Мариз Тюркотт завоевала золотую медаль. В том же году представляла Канаду на Олимпийских играх в Сиднее, где в программе дебютировала женская тяжёлая атлетика. Спортсменка заняла четвёртое место, подняв в сумме 205 килограммов (90 + 115).
В 2001 году Мариз Тюркотт вновь выиграла университетский Кубок мира, а на чемпионате мира в Анталье стала пятой, подняв в сумме 192,5 кг. В следующем году на мировом первенстве она подняла 205 кг  и стала в итоге шестой, но сумела выиграть малую бронзовую медаль в толчке, подняв 117,5 кг.
В весовой категории до 58 килограммов Тюркотт завоевала золото Игр Содружества 2002 в Манчестере, также завоевав малое серебро в рывке и золото в толчке.
На университетском Кубке мира 2003 года стала третьей, а на домашнем чемпионате мира в Ванкувере стала седьмой, подняв 205 кг. При этом в толчке она выиграла малую бронзовую медаль, подняв 120 кг.
В 2004 году Мариз Тюркотт участвовала на второй для себя Олимпиаде в Афинах, где стала одиннадцатой показав лучший результат в карьере — 210 кг в сумме (90 + 120). 
На чемпионате мира в Дохе Мариз Тюркотт стала седьмой с результатом 188 кг, а начиная со следующего года её результаты стали падать: в Санто-Доминго в 2006 и Чиангмае в 2007 она стала лишь семнадцатой с суммой 172 и 164 кг, соответственно.